# عبد الله المستكفي بالله
أمِيرُ اَلْمُؤْمِنِين وَخَلِيفَةُ المُسْلِمِين أبُو القاسِم عَبدُ الله المُسْتَكفِي بالله بن عَلِيُّ المُكْتَفي بن أحمَد المُعْتَضِد بن طَلحة المُوفَّق بن جَعْفَر المُتَوكِّل اَلْعَبَّاسِي اَلْهَاشِمِيِّ اَلْقُرَشِيِّ (292-338 هـ/905-949م)، المعرُوف اختصارًا باسم المُسْتَكفِي أو المُسْتَكفِي بالله، هو الخليفة الثَّانِي والعُشْرُون من خلفاء بَني العبَّاس.
ولد المُسْتَكفِي في سنة 292 هـ. بويع له بالخلافة عند خلع المتقي في صفر سنة 333 هـ. لقب المستكفي نفسه «إمام الحق» وضرب ذلك على السكة (النقود). خلعه البويهيون من الخلافة، وكانت خلافته سنة وأربعة أشهر. ثم سجن إلى أن مات سنة ثمان وثلاثين وثلاثمائة (338 هـ).

## قصة خلعه
قال الحافظ ابن كثير الدمشقي: «لَمَّا كَانَ الْيَوْمُ الثَّانِي وَالْعِشْرِينَ مِنْ جُمَادَى الْآخِرَةِ حَضَرَ مُعِزُّ الدَّوْلَةِ إِلَى الْحَضْرَةِ، فَجَلَسَ عَلَى سَرِيرٍ بَيْنَ يَدَيِ الْخَلِيفَةِ، وَجَاءَ رَجُلَانِ مِنَ الدَّيْلَمِ، فَمَدَّا أَيْدِيَهُمَا إِلَى الْخَلِيفَةِ، فَأَنْزَلَاهُ عَنْ كُرْسِيِّهِ وَسَحَبَاهُ، فَتَحَزَّبَتْ عِمَامَتُهُ فِي حَلْقِهِ، وَنَهَضَ مُعِزُّ الدَّوْلَةِ، وَاضْطَرَبَتْ دَارُ الْخِلَافَةِ حَتَّى خُلِصَ إِلَى الْحَرِيمِ، وَتَفَاقَمَ الْحَالُ، وَسِيقَ الْخَلِيفَةُ مَاشِيًا إِلَى دَارِ مُعِزِّ الدَّوْلَةِ، فَاعْتُقِلَ بِهَا، وَأُحْضِرَ أَبُو الْقَاسِمِ الْفَضْلُ بْنُ الْمُقْتَدِرِ، فَبُويِعَ بِالْخِلَافَةِ، وَسُمِلَتْ عَيْنَا الْمُسْتَكْفِي، وَأَودِعَ السِّجْنَ، فَلَمْ يَزَلْ بِهِ مَسْجُونًا حَتَّى كَانَتْ وَفَاتُهُ فِي سَنَةِ ثَمَانٍ وَثَلَاثِينَ وَثَلَاثِمِائَةٍ»